# Dorfkirche Stregda

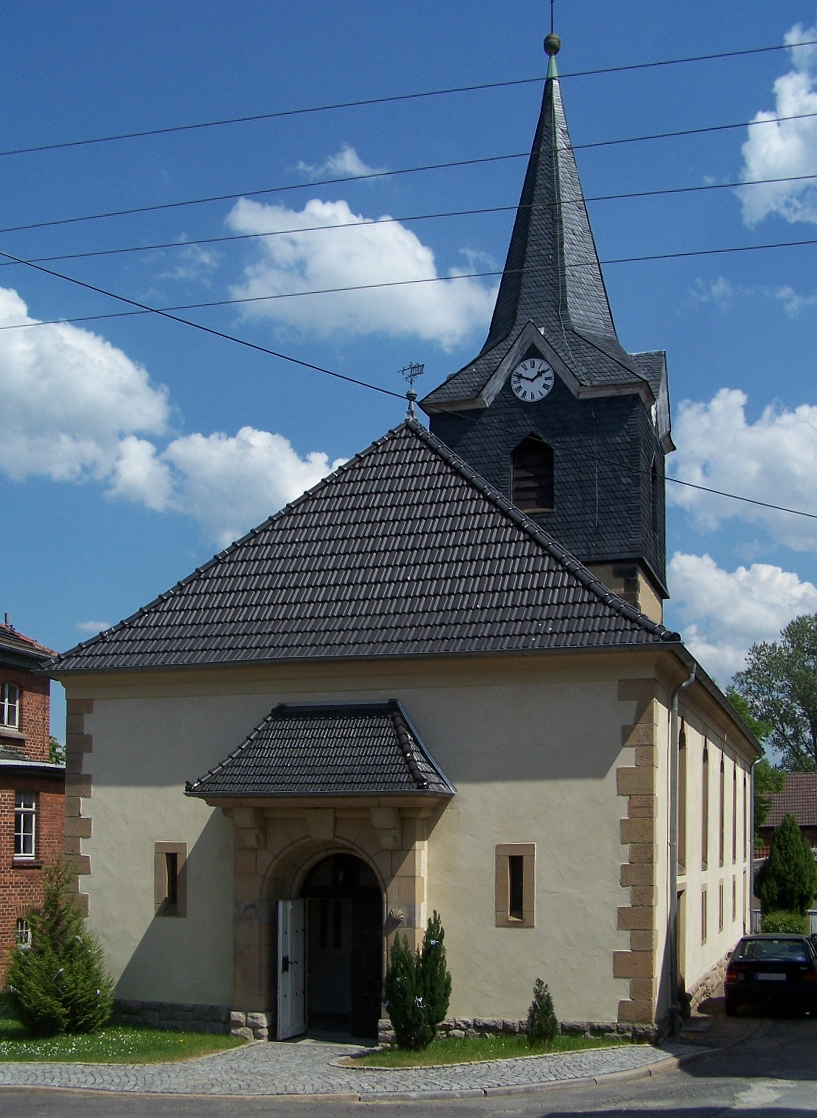
Die Kirche

Die Dorfkirche Stregda steht im Ortsteil Stregda der Stadt Eisenach in Thüringen.

## Geschichte
Die Stregdaer Dorfkirche wurde Anfang des 17. Jahrhunderts, wahrscheinlich im Jahr 1632, errichtet. 1817 wurde das Langhauses vergrößert. Diese Konstruktion erwies sich als instabil und die Kirche musste deshalb mit Genehmigung des Großherzogs 1906 bis auf die Fundamente abgetragen und neu errichtet werden. Die Einweihung erfolgte am 9. Dezember 1906. Der Neubau bezog den alten Kirchturm ein und lehnt sich stark an den Vorgängerbau an. Teile der historischen Inneneinrichtung wurden in den Neubau übernommen.
In den letzten Jahren konnte das Gebäude innen renoviert werden. Ab 2011 sollte der Kirchturm verschiefert werden.

## Ausstattung
Dem Zeitgeschmack des beginnenden 20. Jahrhunderts entsprechend wurde das Kirchenschiff reichhaltig mit Schablonenmalereien verziert. Das Innere der Kirche prägt ein quadratischer Altarraum, der von einem halbrunden Tonnengewölbe überdeckt wird. Die auf drei Seiten umlaufenden Emporen sowie die hölzerne Kanzel stammen aus dem Jahr 1632.